# Ranjit Hoskoté

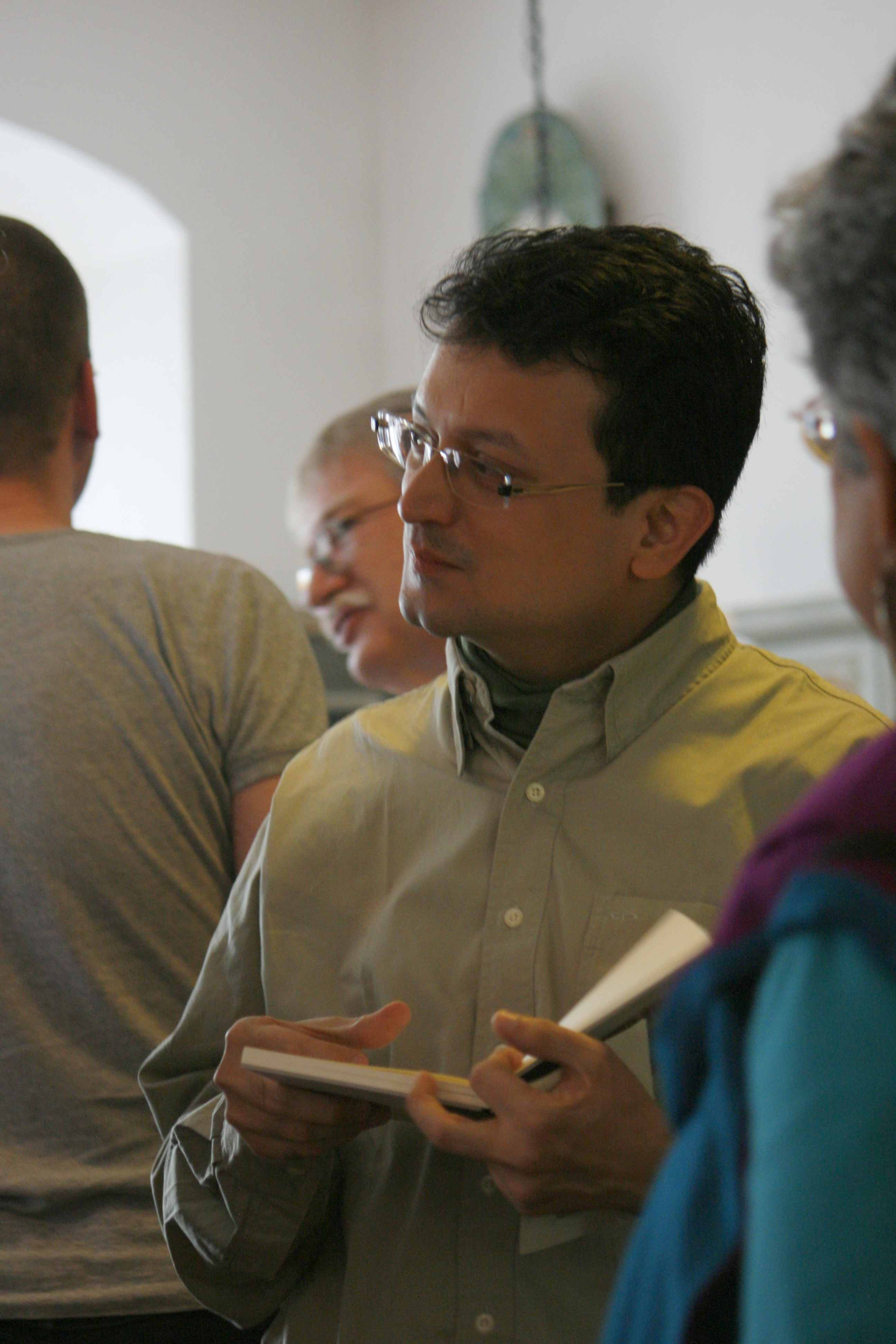
Ranjit Hoskoté beim Leselenz Hausach 2012

Ranjit Hoskoté (* 29. März 1969 in Bombay (Mumbai)) ist ein englisch schreibender indischer Schriftsteller, Kunst-Kurator und Kulturjournalist.

## Leben
Er studierte Politikwissenschaft, Ästhetik und englischsprachige Literatur.
Als Rezensent schrieb Hoskoté Kritiken über Kino, Architektur, Kunst und Kulturpolitik in diversen internationalen Zeitungen und Magazinen, darunter Poetry Review (London), Wasafiri (Canterbury), Rattapallax (New York), Fulcrum (Cambridge, Massachusetts), West Coast Line (Burnaby), Art and Thought (Goethe-Institut Bonn), New Straits Times (Kuala Lumpur), Indian Literature (New Delhi).
Ranjit Hoskoté war Kurator mehrerer Ausstellungen indischer Künstler und Vorsitzender des Poetry Circle Bombay. Er ist Sekretär des indischen PEN-Clubs. Ranjit Hoskoté ist Redakteur der englischsprachigen Tageszeitung „The Hindu“ in Bombay.
Als Mitglied der Findungskommission für die künstlerische Leitung der 16. documenta geriet Hoskoté in die Kritik, weil er 2019 eine Petition der Kampagne BDS (Boykott, Desinvestitionen und Sanktionen) unterzeichnet hatte. Die Unterzeichner hatten gegen eine Einladung des israelischen Generalkonsulats in Indien protestiert, auf der Theodor Herzl gemeinsam mit dem Hindunationalisten Vinayak Damodar Savarkar abgebildet war, der zur Gewalt gegen andere Religionen aufrief und mutmaßlich an Mahatma Gandhis Ermordung beteiligt war. Die BDS-Kampagne ruft zum Boykott des Staates Israel und israelischer Produkte wegen des Vorgehens gegen Palästinenser auf. Hoskoté erklärte am 12. November 2023 seinen Rücktritt aus der Findungskommission und kritisierte in diesem Zusammenhang eine „pauschale und unhaltbare Definition von Antisemitismus“ und die „Gleichsetzung von Antizionismus mit Antisemitismus“, durch welche er sich „einem Scheingericht unterworfen“ sah.

## Werke (Auswahl)
- Central Time. (Penguin Books India/Viking, New Delhi 2014) ISBN 9780670086818
- 2007 Kampfabsage (mit Ilija Trojanow) Blessing, München
- 2006 Die Ankunft der Vögel. Gedichte Aus dem Englischen von Jürgen Brôcan übersetzt und herausgegeben. Edition Lyrik Kabinett bei Hanser
- 2006 Vanishing Acts: New and Selected Poems, 1985–2006. Penguin Books India
- 2004 The Complicit Observer: Reflections on the Art of Sudhir Patwardhan. Eminence Designs/Sakshi Gallery, Mumbai
- 2001 The Sleepwalker’s Archive. Single File, Mumbai
- 2000 The Cartographer’s Apprentice (mit Zeichnungen von Laxman Shreshtha). The Pundole Art Gallery, Mumbai
- 1998 Pilgrim, Exile, Sorcerer: The Painterly Evolution of Jehangir Sabavala. Eminence Designs, Mumbai
- 1991 Zones of Assault. Rupa & Co., New Delhi

Herausgeberschaft (Auswahl):
- 2002 Reasons for Belonging: Fourteen Contemporary Indian Poets. Viking / Penguin Books

## Ausstellungen (Auswahl)
- 2001 '‘Labyrinth/Laboratory’' (eine Retrospektive von Atul Dodiya mit Gemälden, Skulpturen und Installationen). Japan Foundation Asia Center, Tokio.
- 2005 Jehangir Sabavala: A Retrospective. The National Gallery of Modern Art: Mumbai und Neu-Delhi.
- 2007 Aparanta: The Confluence of Contemporary Art in Goa (mit 265 Werken von 22 zeitgenössischen und vier historischen Künstlern); Old Goa Medical College Building / Escola Medica e Cirurgica de Goa, for the Goa Tourism Development Corporation, Panjim.[5]
- 2008 The 7th Gwangju Biennale (Artistic Director: Okwui Enwezor; Curators: Ranjit Hoskote and Hyunjin Kim); Gwangju, Südkorea.
- 2009–2010 Detour: Five Position Papers on the Republic, eine Ausstellung als "kritische Ehrung" zum hundertsten Jahrestag Gandhis Hind Swaraj, 1909, mit Werken von Dayanita Singh, Ram Rahman, Ravi Agarwal, Samar Jodha und Sonia Jabbar; Chemould Prescott Road, Mumbai.[6]
- 2011 Everyone Agrees: It's About To Explode. Der Pavillon von Indien in der 54ten Biennale di Venezia mit Werken von Zarina Hashmi, Gigi Scaria, Praneet Soi, und der Desire Machine Collective/Sonal Jain und Mriganka Madhukaillya; Arsenale, Venedig.
- 2013 The 4th Former West Congress: Documents, Constellations, Prospects, mit Boris Buden, Boris Groys, Kathrin Klingan, Maria Hlavajova, Ranjit Hoskote, Kathrin Rhomberg und Irit Rogoff, Haus der Kulturen der Welt, Berlin.
- 2016 The Quest for Cruzo: A Homage to the Art of Antonio Piedade da Cruz. Sunaparanta, Goa Centre for the Arts, Panjim.[7]

## Auszeichnungen (Auswahl)
- 2004 Sahitya Akademi Golden Jubilee Prize
- 1997 British Council / Poetry Society of India Annual Competition
- 1996 Sanskriti Award for Literature

## Quellangaben
1. ↑  offizielle biografische Angaben des Hanser Verlags (2006)
2. ↑  Autoren-Vorstellung Hausacher Lese Lenz (2007) (Memento des Originals vom 1. August 2007 im Internet Archive)  Info: Der Archivlink wurde automatisch eingesetzt und noch nicht geprüft. Bitte prüfe Original- und Archivlink gemäß Anleitung und entferne dann diesen Hinweis.
3. ↑  Kunst - Kassel - Zwei Mitglieder verlassen Findungskommission der documenta. In: sueddeutsche.de. 13. November 2023, abgerufen am 30. Januar 2024.
4. ↑  Ranjit Hoskoté tritt aus Documenta-Findungskommission zurück. In: Der Spiegel. 13. November 2023, abgerufen am 17. November 2023.
5. ↑  Curatorial Essay (Memento des Originals vom 17. Mai 2007 im Internet Archive)  Info: Der Archivlink wurde automatisch eingesetzt und noch nicht geprüft. Bitte prüfe Original- und Archivlink gemäß Anleitung und entferne dann diesen Hinweis., Review, Review (Memento des Originals vom 17. Mai 2007 im Internet Archive)  Info: Der Archivlink wurde automatisch eingesetzt und noch nicht geprüft. Bitte prüfe Original- und Archivlink gemäß Anleitung und entferne dann diesen Hinweis.
6. ↑  Curatorial Essay, Works & Installation Views (Memento des Originals vom 11. Juli 2011 im Internet Archive)  Info: Der Archivlink wurde automatisch eingesetzt und noch nicht geprüft. Bitte prüfe Original- und Archivlink gemäß Anleitung und entferne dann diesen Hinweis.
7. ↑  Ranjit Hoskote, The Quest for Cruzo, http://scroll.in/article/810483/the-quest-for-cruzo-remembering-a-bombay-artist-who-painted-the-rich-but-identified-with-the-poor

| Personendaten    | Personendaten                                                |
| ---------------- | ------------------------------------------------------------ |
| NAME             | Hoskoté, Ranjit                                              |
| KURZBESCHREIBUNG | indischer Schriftsteller, Kunst-Kurator und Kulturjournalist |
| GEBURTSDATUM     | 29. März 1969                                                |
| GEBURTSORT       | Bombay                                                       |